# Doktor Gräsler, Badearzt
Doktor Gräsler, Badearzt ist eine 1914 entstandene Erzählung von Arthur Schnitzler, die im Spätwinter 1917 im Berliner Tageblatt erschien. S. Fischer brachte das Buch noch im selben Jahr – ebenfalls in Berlin – heraus.
Doktor Emil Gräsler, vormals als Schiffsarzt auf den Weltmeeren unterwegs, will als einsamer Junggeselle sesshaft werden und wählt aus Mangel an Selbstvertrauen schließlich einen Mittelweg.

## Inhalt
Doktor Gräsler, inzwischen 48-jährig, fährt nicht mehr zur See, sondern verbringt die Winter als Badearzt auf Lanzarote. Nach dem Suizid seiner ledigen Schwester Friederike hält er sich den Sommer über daheim in Deutschland als Badearzt in einem Kurstädtchen auf. Dort lernt er die 27-jährige Sabine Schleheim, Tochter eines gescheiterten Opernsängers, kennen und lieben. Sabine sollte früher einmal auf Wunsch des Vaters Sängerin werden, war aber dann als Krankenpflegerin tätig gewesen. Ihr Verlobter, ein Arzt, war jung gestorben.
Doktor Gräsler erkennt zwar, Sabine ist die Frau fürs Leben, doch er bringt nicht den Mut auf, um sie anzuhalten. Das erledigt Sabine schriftlich – sie wirft sich ihm an den Hals, wie sie formuliert. Sabine denkt praktisch. Dr. Gräsler solle doch das heruntergekommene Sanatorium in der kleinen Kurstadt kaufen und renovieren. Sabines Vater wolle den Doktor gegebenenfalls finanziell unterstützen. Dr. Gräsler, der Sonderling, Egoist und Philister flüchtet vor Sabines Antrag in seine Vaterstadt. Dort will er mit seinem alten Freund, dem Rechtsanwalt Böhlinger, den Kauf des Sanatoriums besprechen. Böhlinger teilt Gräsler mit, Friederikes Erbe reiche aus, um dem Mediziner ein bescheidenes, sorgenfreies Leben ohne berufliche Anspannung zu ermöglichen.
Dr. Gräsler nähert sich Katharina Rebner. Er lebt mit der blutjungen Verkäuferin, Tochter eines Postbeamten, eine Weile zusammen.
Dr. Gräslers ärztlicher Beistand ist in einem Notfall gefragt. In seinem Vaterhause erkrankt die kleine Tochter der jungen Witwe Sommer an Scharlach.
Ein Versuch Dr. Gräslers, nun Sabines Hand zu akzeptieren, scheitert. Die Klinik, die er erwerben wollte, wird nicht mehr verkauft und damit ist auch das tätige Leben mit Sabine unerreichbar. Er kehrt zu Katharina zurück, die aber, durch seine Übertragung, an Scharlach erkrankt ist und stirbt. 
Der Weiberverächter ist bitter enttäuscht von Katharina, Sabine und Friederike. Katharina hat ihn verlassen und Friederike, so erweist sich, hatte hinter Dr. Gräslers Rücken in Jugendjahren ein amouröses Abenteuer nach dem andern und betrog obendrein ihren Bräutigam Böhlinger.
Nachdem alle seine Pläne mit Frauen, für die er Gefühle empfunden hatte, zerflossen sind, heiratet Dr. Gräsler in wenigen Tagen Frau Sommer. Der Winter naht. Das Paar begibt sich mit Kind nach Lanzarote, wo er als Arzt die nächste Saison ordiniert.

## Rezeption
- Scheffel bezeichnet Dr. Gräsler als innerlich schwach und gefühllos.[1]
- Sprengel beschreibt die Geschichte des "Verdrängungskünstlers"[2] Dr. Gräsler kurz.
- Schnitzler als Satiriker: Die Strenge der Milieuschilderung im Dr. Gräsler vergleicht Le Rider mit Maupassants Roman Mont-Oriol.[3]
- Becker gibt drei Quellen für das weiter führende Studium der Erzählung an (C. E. J. Brinson (1983), Peter von Haselberg (1981) und Ernest Henry von Nardroff (1968)).[4]

## Verfilmung
Die Erzählung wurde verfilmt
- 1973 von Herbert Wise in Großbritannien (BBC) unter dem Titel A Confirmed Bachelor. Darsteller: Sheila Brennan, Rebecca Saire, Robert Stephens.
- 1991 von Roberto Faenza in Italien unter dem Titel Der Badearzt (italienischer Originaltitel: Mio caro dottor Gräsler). Keith Carradine spielte den Doktor Gräsler, Kristin Scott Thomas die Sabine, Sarah-Jane Fenton die Katharina und Miranda Richardson die Friederike.

### Erstdruck
- Arthur Schnitzler: Doktor Gräsler, Badearzt. In: Berliner Tageblatt, 10. Februar 1917 – 18. März 1917 (online)

### Erstausgabe
- Arthur Schnitzler: Doktor Gräsler, Badearzt. Erzählung. S. Fischer Verlag Berlin 1917. (221 Seiten. Broschur, farbige Umschlagzeichnung, online)

### Genetische Ausgabe online
- Arthur Schnitzler digital

### Ausgaben
- Arthur Schnitzler: Doktor Gräsler, Badearzt. S. 155–268 in Heinz Ludwig Arnold (Hrsg.): Arthur Schnitzler: Casanovas Heimfahrt. Erzählungen 1909–1917. Mit einem Nachwort von Michael Scheffel. S. Fischer, Frankfurt am Main 1999. 495 Seiten, ISBN 3-10-073553-6

- Arthur Schnitzler: Doktor Gräsler, Badearzt. Erzählung. Fischer Taschenbücher 9407. Durchgesehene Neuausgabe der Erzählenden Schriften 1989. ISBN 978-3-596-29407-7

### Sekundärliteratur
- Peter Sprengel: Geschichte der deutschsprachigen Literatur 1900–1918. München 2004, ISBN 3-406-52178-9.
- Gero von Wilpert: Lexikon der Weltliteratur. Deutsche Autoren A–Z. Stuttgart 2004, ISBN 3-520-83704-8, S. 555, rechte Spalte, 14. Z.v.u.
- Sabina Becker: Dr. Gräsler, Badearzt. "Seelisches Gleichmaß" zwischen Heiliger und "süßem Mädel". In: Hee-Ju Kim, Günter Saße (Hrsg.): Interpretationen. Arthur Schnitzler. Dramen und Erzählungen (= Reclams Universal-Bibliothek, Nr. 17352). Stuttgart 2007, ISBN 978-3-15-017532-3, S. 159–171.
- Jacques Le Rider: Arthur Schnitzler oder Die Wiener Belle Époque. Aus dem Französischen von Christian Winterhalter. Passagen Verlag, Wien 2007, ISBN 978-3-85165-767-8.